# Vestido de Dorothy
El vestido de Dorothy (en inglés: Dorothy dress) es el atuendo que la actriz Judy Garland lució en la película El mago de Oz (1939). De color rosa claro y azul, el traje fue creado por el diseñador de la Metro-Goldwyn-Mayer Gilbert Adrian, quien para su elaboración se basó en la descripción realizada por L. Frank Baum en su libro El maravilloso mago de Oz (1900). 
Se confeccionaron varias copias del vestido durante la producción de la película, todas ellas destinadas a disimular la figura femenina de Garland, entonces una adolescente, con el fin de otorgarle el aspecto de una niña. El atuendo, cosido en una máquina de pedal oscilante para dar la apariencia de ser una prenda casera auténtica, consiste en una blusa de manga corta y por encima un delantal de algodón con un diseño en ajedrez (vichy), siendo el calzado un par de zapatos de rubíes, elemento trascendental en la trama del filme. Modesto en comparación con la gran mayoría de los disfraces que aparecen en el largometraje, la sencillez y el diseño juvenil del vestido pretendían mostrar la inocencia de Dorothy, mientras que su tonalidad clara simbolizaba el viaje desde la mundana Kansas hasta la vibrante Tierra de Oz, ambas partes filmadas respectivamente en sepia y en Technicolor, con la prenda a menudo citada como la causante de la popularización del uso del vichy en la moda femenina durante el siglo xx.
Vinculado a la imagen pública de Garland, al personaje de Dorothy y a la película, el vestido es una de las prendas más famosas de la historia del cine. En las décadas posteriores al estreno del filme se vendieron varias copias auténticas del traje, con numerosas casas de subastas alcanzando cifras superiores al millón de dólares, lo que lo convierte en uno de los vestidos más caros jamás usados en una película. Uno de los trajes supervivientes fue así mismo objeto de un pleito por los derechos de propiedad en 2022, lo que renovó el interés del público por la prenda.

## Historia
En el libro El maravilloso mago de Oz, la protagonista, Dorothy Gale, escoge de su armario un vestido de vichy en color blanco y azul para viajar a la Ciudad Esmeralda. La actriz y cantante Judy Garland llevó un vestido prácticamente idéntico en la adaptación fílmica, siendo esta la única prenda que lució en toda la película. El traje fue creado por el diseñador Gilbert Adrian, quien elaboró a su vez otros trajes para el filme, incluyendo los famosos zapatos de rubíes. Como principal diseñador de la MGM, el atuendo suponía una importante desviación de los glamurosos trajes que Adrian había creado anteriormente para varias de las actrices más importantes del momento; elaboró aproximadamente de ocho a diez prototipos antes de crear la versión final, la cual recuerda al vestido descrito por Baum en el libro (según el historiador cinematográfico Aljean Harmetz, en aquellos casos en que las escenas y los trajes no eran descritos con detalle por las ilustraciones de W. W. Denslow, los responsables se basaban en los textos de Baum, donde se describe el vestido como de «vichy, con cuadros en blanco y azul»). En los primeros diseños figuraban una versión en rojo y otra enteramente de color azul con ribete de lunares así como una blusa a juego decorada con lazos azules en mangas y cuello, luciendo Garland en principio una peluca rubia y gran cantidad de maquillaje. El traje azul fue utilizado tan solo las dos primeras semanas de rodaje en 1938 bajo las órdenes del director Richard Thorpe, quien sería reemplazado poco después por George Cukor tras abandonar el proyecto. Cukor rediseñó tanto el vestido como el peinado de Garland para mostrar de manera más fiel a una joven de Kansas, aspecto que la actriz luciría en la versión final, dirigida por Victor Fleming (debido a compromisos y conflictos sobre la estética del filme, El mago de Oz fue dirigida por hasta cinco directores: Norman Taurog, Richard Thorpe, George Cukor, Victor Fleming y King Vidor). Pese a que Fleming dirigió la mayor parte del largometraje y está acreditado de forma oficial, Vidor lo sustituyó cuando Victor asumió la dirección de Lo que el viento se llevó (1939).

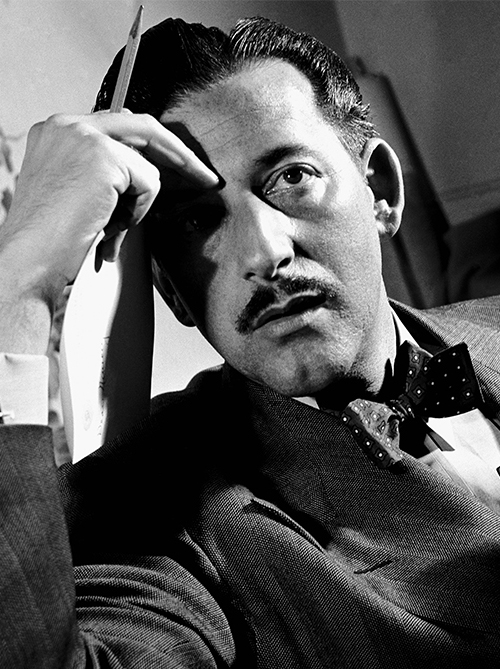
Gilbert Adrian en 1944.

Los directores optaron por emplear el vestido de cuadros con el fin de hacer que Garland, de entre 16 y 17 años en aquel entonces, pareciese una niña de 12, con los productores conscientes de que el atuendo disimulaba la figura de la actriz, la cual lucía más delgada frente a las cámaras, procediéndose a cortar la prenda y a efectuar retoques en la misma con el fin de hacerla parecer aún más joven (a mayores, para disimular sus pechos, Garland llevó un apretado corsé unido al traje por un panel cosido a la tela del vestido). Se elaboraron varias copias idénticas de la prenda para que la actriz las utilizase durante la filmación, con algunos expertos afirmando que se confeccionaron al menos diez réplicas, de las cuales el Museo del mago de Oz ha verificado siete (en aquel entonces era habitual en los estudios crear múltiples copias de una misma prenda o accesorio con el objetivo de no detener la producción por el deterioro o pérdida de alguno de estos elementos). Al momento de estrenarse el filme, los medios especularon que Garland había lucido diez trajes durante el rodaje, si bien el historiador de cine John Fricke asegura que esta información es exagerada y que el total de atuendos oscila entre cuatro y seis (de acuerdo con The Guardian y British Vogue, Garland llevó únicamente dos conjuntos en pantalla). Cada modelo está confeccionado en vichy barato cosido en una máquina de pedal oscilante para dar la apariencia de ser una prenda casera elaborada por la tía de Dorothy; Adrian buscó la tela durante un viaje a Appalachia, mientras que según la editora jefe de HuffPost Caroline Bologna, el material fue considerado una elección apropiada para Dorothy, nativa de Kansas, puesto que el patrón fue muy popular a lo largo de las Grandes Llanuras a comienzos del siglo xx, aunque las costureras protestaron por tener que arreglar casi todos los días la blusa que Garland llevaba por debajo del vestido.
El inicio de la película fue filmado en sepia para enfatizar la monótona y aburrida granja de Dorothy en Kansas, por lo que los espectadores no pudieron ver el color del vestido hasta el instante en que la joven llega a Oz, parte filmada en Technicolor. Una versión en sepia, única debido a que de ella no se elaboraron copias, fue creada específicamente para la escena en que la película transiciona de sepia a color, si bien esta prenda nunca fue usada por Garland; en su lugar, una doble de cuerpo, Bobbie Koshay, fue filmada desde la parte posterior llevando la versión en sepia, momento correspondiente a la secuencia en que Dorothy abre la puerta de la granja y se revela el colorido Munchkinland (el interior de la granja fue así mismo repintado en sepia para esta escena con el fin de que coincidiese con el tono del vestido). Tras abrir la puerta Koshay retrocede lentamente sin darse la vuelta hasta salir del plano, apareciendo entonces Garland con el traje rosa claro y azul. Pese a haber sido ampliamente descrito como de color blanco y azul, en realidad el atuendo es azul y rosa claro debido a que este último color era más fácil de captar en Technicolor, procedimiento entonces novedoso, estando la blusa igualmente teñida de rosa claro para impedir destellos provocados por los focos (así mismo, Adrian probó numerosas tonalidades de azul hasta encontrar el tono que mejor se veía en Technicolor). Tras el fin del rodaje, la MGM recicló la mayoría de los vestidos de Dorothy, reutilizándolos en otras películas.

## Diseño y análisis

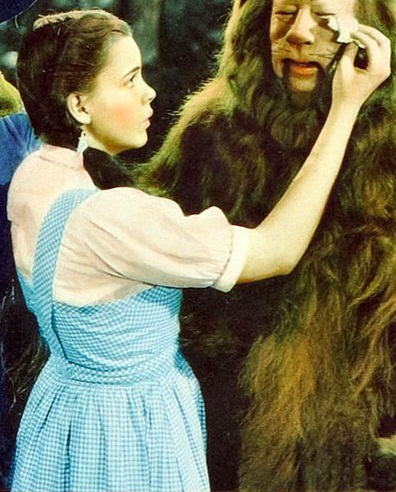
Lobby card de El mago de Oz (detalle). En la imagen puede apreciarse parcialmente la parte posterior del vestido.

El vestido consiste en un corpiño ajustado al que se hallan sujetas dos prominentes correas en las partes delantera y trasera mediante dos botones de nácar; de acuerdo con una subasta, los botones otorgan al atuendo la ilusión de estar abotonado por delante y por detrás a la altura de la cintura. Confeccionado en vichy, la falda cuenta con un gran bolsillo oculto en el lado derecho, mientras que bajo el delantal se halla una blusa de organdí de cuello alto en color rosa claro con mangas cortas abullonadas y embellecida con cintas azules (tanto el delantal como la blusa se abrochan en la espalda mediante un cierre de corchete), rematándose el conjunto con un par de zapatos de rubíes, si bien inicialmente Garland lucía un par de zapatos saddle.
El conjunto completo queda explicado si se compara con los atuendos de otros personajes ya que alude a la naturaleza tímida e inocente de Dorothy y a su crianza en una humilde granja. En el libro The Hundred Dresses (2013), la lexicógrafa Erin McKean define el traje como cualquier prenda que un personaje femenino principal lleva usualmente al embarcarse por vez primera en una aventura inesperada, mientras que la periodista y editora de moda Jess Cartner-Morley describe a la protagonista y su atuendo como la encarnación del mensaje final de la película: «No hay lugar como el hogar». La escritora de la CNN Hilary Whiteman cree por su parte que el mundanal vestido de Dorothy fue una elección deliberada de la MGM para enfatizar las diferencias entre una joven de Kansas y el fantástico mundo imaginado por Baum; de forma similar, el fundador de Profiles in History, Joseph Maddalena, declaró a The Hollywood Reporter que el traje representa el trayecto de Dorothy desde la aburrida Kansas hasta Oz. Por otro lado, el color azul ha sido referenciado como un elemento simbólico del atuendo: en el libro, los munchkins asumen que la joven es una bruja buena debido a que, según ellos, solo las brujas y hechiceras visten de blanco, mientras que ellos mismos visten de color azul. Caroline Young, autora de The Colour of Fashion (2022), destaca que los personajes femeninos como Dorothy llevan prendas azules, color tradicionalmente masculino, con el fin de simbolizar el acto de salir de su zona de confort en busca de la libertad de la aventura. Courtney Gisriel, de Today, y Calin Van Paris, de Allure, declararon a su vez que Dorothy y otros personajes femeninos visten de azul para indicar que pronto se embarcarán en una aventura desconocida para ellos.

## Recepción
De acuerdo con David J. Hogan, autor de The Wizard of Oz FAQ: All That's Left to Know About Life According to Oz (2014), el traje demostró que Adrian se sentía igualmente cómodo diseñando vestidos extravagantes ya que era «un atuendo creíble de Kansas», opinión compartida por Jessica Pickens, de DVD Netflix. Booth Moore, de Women's Wear Daily, alabó el trabajo de Adrian y describió las dos versiones del delantal como «tan bellamente cosido [...] es fácil entender cómo el gigante del vestuario de la MGM tuvo también una marca de moda exitosa». Sin embargo, Christopher Laverty, autor de Fashion in Film (2021), encontró el atuendo pobremente elaborado y con una costura irregular; pese a que Laverty sabía que la mala confección era probablemente intencional con el fin de encajar con la imagen de una granjera, el autor cree que la típica atención a los detalles de Adrian se vio mermada por la accidentada producción del filme. La labor del diseñador está acreditada como una importante influencia en la moda femenina al popularizar el uso del vichy en los Estados Unidos: antes de 1939, el textil era mayormente apreciado por las clases trabajadoras dada su comodidad, durabilidad y asequibilidad, siendo utilizado a menudo para decorar muebles y confeccionar ropa infantil, si bien durante los primeros años del siglo xx el vichy fue común entre los habitantes de las Grandes Llanuras, volviéndose tendencia tras el estreno del largometraje, momento en que empezó a ser utilizado por madres e hijas para emular a Dorothy. El vestido fue reproducido y vendido por cadenas minoristas y grandes almacenes, apareciendo imitaciones en revistas de moda y en patrones de la época, lo que ayudaría al conjunto a adquirir fama internacional. Numerosas empresas fabricaron así mismo muñecas de Judy Garland ya en 1939, muchas de las cuales estaban vestidas con el traje de Adrian, quien más tarde diseñaría un atuendo de vichy para la actriz Katharine Hepburn en Historias de Filadelfia (1941), hecho que convertiría el patrón en tendencia y en la firma personal del artista.

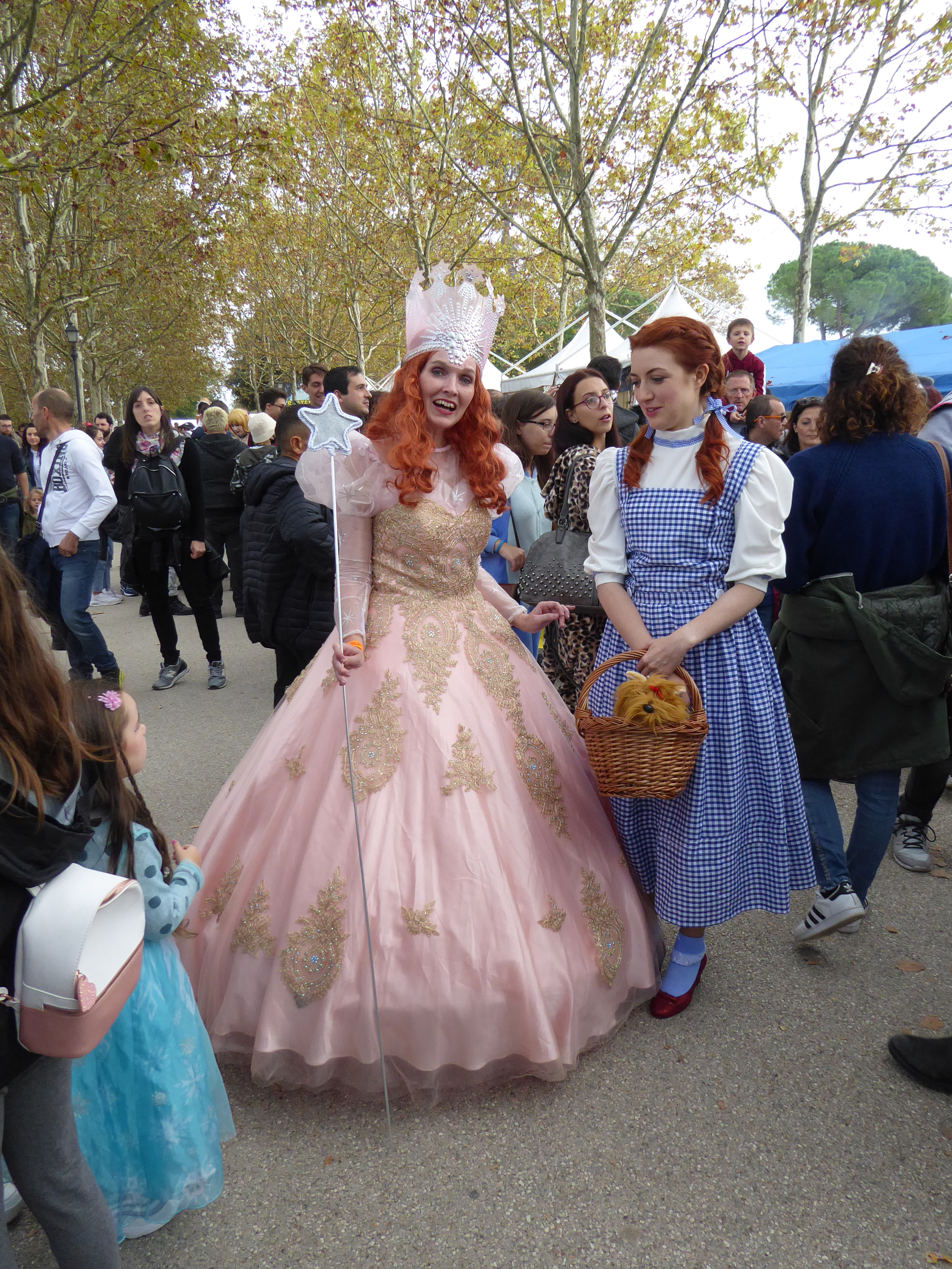
Dos cosplayers disfrazadas de Glinda y Dorothy en el Lucca Comics & Games de 2019.

Pese a estar comúnmente asociados a los manteles de pícnic, la tela y el patrón permanecen vinculados sobre todo al vestido de Dorothy, con Antonia Sardone, de University of Fashion, calificando a Adrian como el responsable de la popularidad del vichy. De acuerdo con MasterClass y The Mood Guide to Fabric and Fashion: The Essential Guide from the World's Most Famous Fabric Store (2015), la tela quedó inmortalizada en la cultura popular como resultado del vestido de Dorothy, mientras que Matthew Velasco, de L'Officiel USA, sostiene que el traje «ciment[ó] por completo el lugar del textil en el léxico de la moda». Manon Garrigues, de Vogue France, lo nombró uno de los seis conjuntos de vichy más icónicos de la historia del cine, referenciándolo Rosalind Jana, también de Vogue France, como «inmediatamente identificable». Leah Melby Clinton, redactora de Elle, declaró que el patrón se ha convertido en sinónimo de dulzura debido a su vínculo con Dorothy y Garland, mientras que Tara Lamont-Djite, de Harper's Bazaar, considera que «nada es más memorable que Dorothy con su delantal a cuadros». Por su parte, Alison Jane Reid, editora de The Luminaries Magazine, aclamó la prenda al describirla como «una obra de arte de la moda diseñada para evocar la idea de una saludable, valiente y perfecta chica americana». En un análisis publicado en 2002 por la Biblioteca del Congreso de Estados Unidos, el crítico de cine Peter Keough informó de que la audiencia que visionó una versión remasterizada de El mago de Oz consistía en su mayoría en cientos de chicas preadolescentes vestidas con el traje azul de vichy de Dorothy.
Actualmente el vestido sigue siendo influyente en el mundo de la moda; Alexandra Fullerton, redactora de Glamour, considera que la prenda «demuestra que mientras el vichy es "el" patrón del verano de 2021, también ha estado totalmente de moda desde 1939». En 2014, con el fin de conmemorar el 75.º aniversario del estreno de la película, varios diseñadores colaboraron con Tonner Doll Collection para crear muñecas de alta costura inspiradas en los personajes femeninos del filme, con los diseñadores Chris Benz y Trina Turk modernizando el atuendo de Dorothy mediante el empleo de vichy en tonos blanco y azul. El vestido y su estética experimentaron una revitalización en 2019 debido a un interés renovado por los atuendos campestres y victorianos, circunstancia que Hilary Whiteman, de CNN, describió como «una reacción natural a tendencias previas para desnudarlo todo». Emma Firth, de Elle, nombró a Dorothy su icono de moda para 2019, mientras que en la película Oz the Great and Powerful (2013), el personaje de Annie (Michelle Williams) luce un vestido de vichy en referencia a Dorothy, quien podría ser hija suya o al menos una pariente cercana puesto que Annie afirma estar prometida con John Gale.

## Legado

### Vestidos existentes
De acuerdo con Sarah Cascone, de Artnet, han llegado a nuestros días cinco vestidos, de los cuales solo dos conservan las blusas originales, si bien Nora McGreevy, de Smithsonian, eleva esta cifra a seis, siendo en realidad hasta siete los modelos existentes a día de hoy. Desde el fin del rodaje en 1939 los trajes han ido pasando por las manos de diversos propietarios, habiéndose vendido o subastado a lo largo del tiempo diferentes versiones por diversos particulares, entre ellos la actriz Debbie Reynolds (los trajes supervivientes están considerados entre los más valiosos de la cinematografía a nivel mundial). La versión de Reynolds, uno de los vestidos utilizados en las pruebas de cámara, fue vendido en 2011 por $910 000 ($1 119 000 con impuestos), superando con mucho el precio estimado, mientras que en 2012 un modelo con manchas de sudor (uno de los dos que conservan la blusa auténtica), propiedad originalmente del diseñador Kent Warner, fue vendido por Julien's Auctions por $490 000. En 1970 Warner fue contratado para ayudar a la MGM a catalogar y subastar algunos de sus trajes y accesorios más famosos; Warner, quien halló varias reproducciones del traje, se quedó con algunas de las copias, vendiendo finalmente una de ellas a Christie's en 1981. En 2015 esta misma versión fue revendida por $1,5 millones, hasta ese momento la mayor cifra alcanzada por cualquiera de los trajes de Dorothy, si bien el disfraz del León Cobarde se había vendido por $2,6 millones el año anterior, convirtiéndose así en la prenda más cara de la película. Por su parte, uno de los trajes de Dorothy fue vendido en la subasta de la MGM por $1000, mientras que el vestido sepia que lució Koshay fue subastado en 2019 por $750 000.

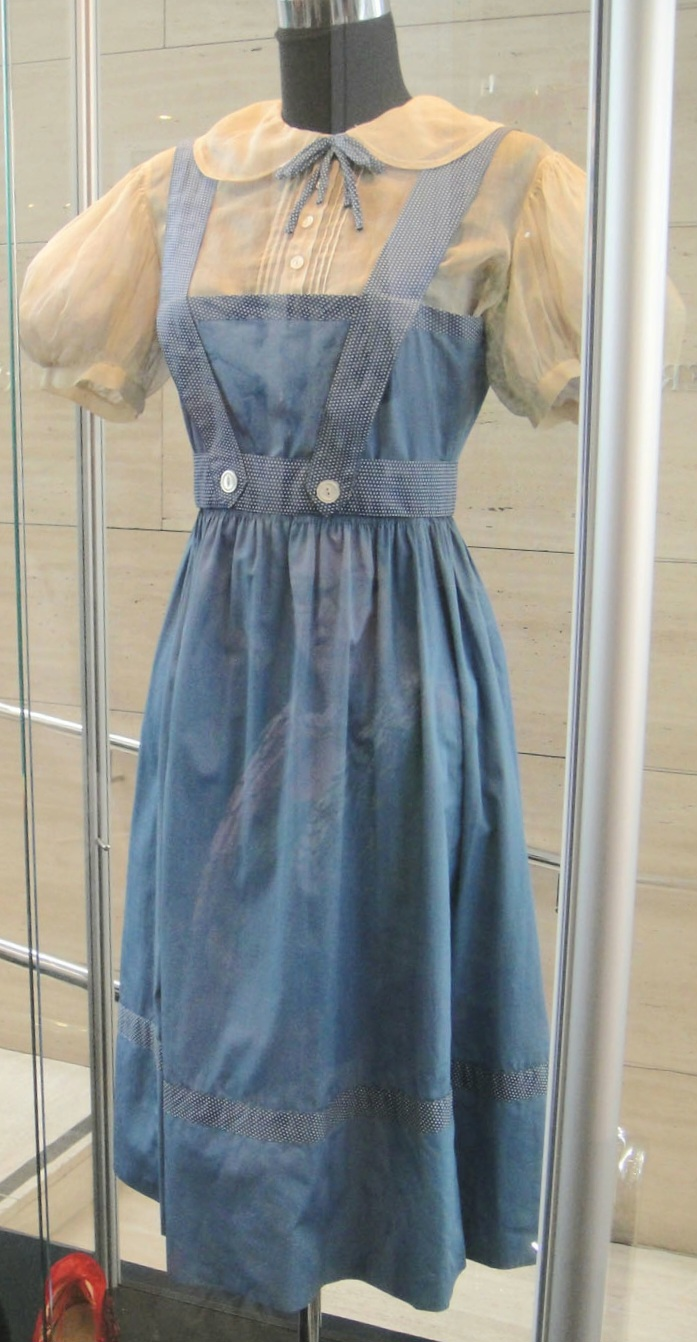
Vestido de la colección de Debbie Reynolds. Esta versión no llegó a aparecer en la película debido a que fue descartada en la fase de pruebas.

En 2021 se descubrió uno de los modelos restantes en la Universidad Católica de América tras haberse considerado perdido durante casi cuatro décadas. Este traje fue inicialmente regalado al fundador del departamento de teatro Gilbert V. Hartke por la actriz Mercedes McCambridge en 1973, dos años antes del retiro de Hartke. Amiga de Garland, McCambridge donó el atuendo al departamento, donde había trabajado como artista residente, con el fin de agradecer a Hartke el que este la hubiese ayudado a superar su adicción a las drogas y con la esperanza de que sirviese de inspiración a los alumnos (no está claro cómo McCambridge se hizo con el vestido, aunque algunos historiadores creen que lo compró en la subasta de la MGM). En 1973 un redactor de The Tower, el periódico del campus, escribió que conseguir el traje suponía abordar metafóricamente el arrepentimiento de Garland por no haber asistido a la universidad. El vestido desapareció en la segunda mitad de la década de 1980, tras la muerte de Hartke, pasando a convertirse en una leyenda urbana entre el personal y los estudiantes pese a la existencia de fotografías de Hartke con la prenda. En el verano de 2021, mientras el departamento de teatro estaba bajo remodelación, el profesor Matt Ripa encontró casualmente el vestido en una caja de zapatos, la cual se hallaba dentro de una bolsa de basura encima de los buzones de los profesores; la universidad se puso en contacto con el Museo Nacional de Historia Estadounidense, el cual comprobó la autenticidad del atuendo al comparar sus características únicas con aquellas verificadas en otros modelos, principalmente varios remiendos y el nombre «Judy Garland» escrito en el interior del vestido junto con el número «4461-1». Pese a encontrarse amarillento por el paso del tiempo y de estar la blusa rasgada, el traje fue considerado como en buenas condiciones generales, determinando los curadores del museo que el vestido era uno de los entonces únicos seis que poseían evidencias suficientes para ser legítimos (se cree que este modelo fue llevado por Garland en la escena en que Dorothy es amenazada por la Bruja del Oeste mientras se halla prisionera en su fortaleza, particularmente el momento en que la bruja hace uso de un reloj de arena para calcular cuánto tiempo de vida le queda a la joven).
La universidad guardó inicialmente la prenda en su unidad de «Colecciones Especiales» a una temperatura y grado de humedad controlados al considerar que era demasiado valioso para ser expuesto. No obstante, el traje fue finalmente exhibido en Nueva York por Bonhams en abril de 2022, mientras que en mayo del mismo año la casa de subastas lo trasladó a Los Ángeles para su venta, estando previsto que el dinero fuese destinado al departamento de teatro. Se estimó que los beneficios serían de entre $800 000 y $1,2 millones, si bien el juez del distrito Paul Gardephe impuso una medida cautelar para impedir la venta cuando Barbara Ann Hartke, sobrina de Hartke, interpuso una demanda reclamando ser la legítima propietaria de la prenda como heredera del patrimonio de su tío, alegando a mayores que el atuendo había sido regalado personalmente a Hartke y no al departamento de teatro. Entretanto, los abogados de la universidad aportaron pruebas de que Hartke habría dado su beneplácito a la subasta ya que la misma tenía por objetivo financiar el departamento que él mismo había fundado, incluyendo además declaraciones de dos de sus familiares. La universidad argumentó además que como sacerdote y miembro de la Orden de Predicadores, Hartke habría asumido un voto de pobreza, lo cual le hubiera imposibilitado para aceptar regalos a título personal. La orden de Gardephe prohibía la venta o transferencia del objeto del litigio hasta que la corte federal llegase a un veredicto, motivo por el que el vestido permaneció por un tiempo sin vender en las dependencias de la universidad. Finalmente, el 11 de diciembre de 2023 un juez federal del Distrito Sur de Nueva York desestimó las reclamaciones de Hartke y declaró que la universidad era la legítima propietaria del atuendo. La cobertura mediática en torno a la demanda fomentó discusiones sobre la propiedad y conservación de prendas históricas; en mayo de 2022 Kim Kardashian fue públicamente criticada por llevar a la Met Gala el vestido que Marilyn Monroe lució cuando cantó «Happy Birthday, Mr. President» ya que la prenda resultó seriamente dañada. Por su parte, el mismo año el Museo del mago de Oz obtuvo otra versión del traje de un coleccionista privado que lo había adquirido a principios de la década de 1990; este modelo, al igual que el de Hartke, posee una etiqueta con el nombre «Judy Garland» y el número «4461-1».
En total, los modelos existentes son los siguientes:
| Modelo | Comentario |
| ------ | --- |
| N.º 1  | Propiedad de Kent Warner, fue vendido por Christie's en 1981 por $12 000, en 2012 por $480 000 y en 2019 por $1 565 000. Posee un bolsillo oculto con una etiqueta al lado en la que figuran el nombre «Judy Garland» y el número «4461». |
| N.º 2  | Versión usada por Koshay. Procede del lote 392 de Camden House Auctioneers, con fecha del 20 de mayo de 1989, y fue subastado el 25 de septiembre de 2019 por $750 000. |
| N.º 3  | Inicialmente utilizado solo las dos primeras semanas de rodaje bajo la dirección de Thorpe, este modelo sería usado más tarde por la doble de Garland en la escena en la que los monos la llevan volando al castillo de la bruja. Con un diseño diferente a la versión final, está confeccionado en algodón azul aciano con ribete de lunares blancos en el corpiño, el cuello, los tirantes y por encima del dobladillo, con corchete y cierre trasero a presión. Presenta dos etiquetas internas al bies: una con el mensaje «Judy Garland 3955-1» escrito a mano y otra con la frase «Bobby Koshay - Double Harness». |
| N.º 4  | Vendido el 18 de julio de 2013 por $320 000 y expuesto en uno de los doce vagones del Tren de la Libertad del Smithsonian con motivo de su bicentenario. |
| N.º 5  | Modelo de la colección de Debbie Reynolds, quien lo adquirió en la subasta de la MGM. Vendido en 2011 por Profiles in History por $1 092 000. |
| N.º 6  | Descubierto en la Universidad Católica de América y actualmente objeto de litigio. En el interior figuran el nombre «Judy Garland» y el número «4461-1», conservándose a su vez un sello también por dentro del vestido en el que consta el código «169L». |
| N.º 7  | Vendido tal vez en la subasta de la MGM y adquirido en diciembre de 2022 por el Museo del mago de Oz a un coleccionista privado que lo compró a principios de la década de 1990. Posee un bolsillo oculto con una etiqueta con el nombre «Judy Garland» y el número «4461-1», contando a su vez con un sello por dentro del vestido en el que figura el código «169L». |

### Significado cultural
Pese a que tanto Garland como la película son más recordadas por los zapatos de rubíes, el vestido de Dorothy permanece como uno de los elementos más reconocibles del largometraje y es a menudo recreado o referenciado en adaptaciones del libro en diversos medios. Rachel Chang, de Biography, declaró que Garland «cimentó su camino en la historia del cine [...] saltando por el camino de ladrillos amarillos con un vestido azul a cuadros», mientras que Aaron Katersky, de Good Morning America, describió el traje como «mundialmente reconocido como una imagen icónica de la tal vez más amada y visionada película en la historia del cine», con Luiza Sauma, de The Guardian, declarando que pocas imágenes del cine estadounidense son tan reconocibles como Dorothy llevando su vestido azul de vichy en El mago de Oz. Posicionado entre los diez vestidos más icónicos de la cinematografía, Alexandra Locke, de Comic Book Resources, afirma que el título del filme por sí solo evoca la imagen de Dorothy con el traje blanco «tratando de encontrar el camino a casa», siendo el atuendo ampliamente considerado una de las prendas más famosas del cine. Tai Gooden, de Nerdist, lo llamó «uno de los objetos [del cine] más reconocibles de todos los tiempos», mientras que Matthew Jackson, de Syfy, lo calificó como «uno de los disfraces del cine más famosos de todos los tiempos», considerando Maddalena que el traje se halla entre «los objetos más culturalmente significativos de la historia del cine».
Numerosas publicaciones sitúan el vestido entre los más queridos en haber aparecido en una película, incluyendo Cosmopolitan, Glamour, The Guardian, Harper's Bazaar, MSN, New York Post, Redbook, Vogue Arabia y British Vogue, la cual definió el vestido y los zapatos como merecedores de estar «en el salón de la fama de la historia de la moda de Hollywood». Aunque Adrian diseñó para numerosas actrices y disfrutó de éxito antes y después de El mago de Oz, a día de hoy se le recuerda principalmente por haber creado el traje de Dorothy y sus zapatos; de acuerdo con Laverty, los logros del diseñador, quien elaboró alrededor de 3000 vestidos para el cine, a menudo se reducen a este sencillo atuendo, cuya fama ha llevado a que a día de hoy destaque como un disfraz muy popular en Halloween y en desfiles del orgullo gay dado el estrecho vínculo entre la película y el colectivo LGBT.